# Dusona atricolor
Dusona atricolor là một loài tò vò trong họ Ichneumonidae.